# Йосиф Завадяк
Йосиф Завадяк (23 лютого 1911, Новоселиця — 4 грудня 1958, Хуст) — український греко-католицький священник, василіянин, настоятель Боронявського монастиря, жертва радянських репресій. Слуга Божий.

## Життєпис
Народився 23 лютого 1911 року в с. Новоселиця (нині Хустський район Закарпатської області) в сім'ї Юрія Завадяка та його дружини Агафії. Навчався у сільській школі (1921—1923) та Хустській гімназії (1923—1927). 15 листопада 1927 року вступив до Василіянського Чину на новіціят у Мукачівський монастир. З 1929 до 1930 року продовжив навчання у Малоберезнянському монастирі. Потім вчився у василіянських монастирях у Галичині: в Лаврові (гуманістика і риторика, 1930—1932), де склав перші обіти 29 червня 1932 року, Добромилі (філософія, 1932—1934), богослов'я вивчав у Кристинополі (1934—1936) і Лаврові (1936—1937). 3 травня 1937 року в Лаврівському монастирі склав вічні обіти, а 19 серпня 1937 року владика Павло Гойдич ЧСВВ єпископ Пряшівський на Чернечій горі в Мукачеві висвятив Йосифа Завадяка на священника.
Перший рік після свячень був викладачем латини і німецької мови в класичній гімназії при Ужгородському василіянському монастирі. Восени 1938 року поїхав на навчання в архиєпархіальну гімназію у м. Кромержиж, де упродовж року складав іспити з різних предметів. 27 липня 1939 року о. Завадяк став настоятелем у Малоберезнянському монастирі.
В лютому 1941 року разом з іншими василіянами українцями був арештований угорським урядом за те, що чинив опір політиці «мадяризації». Утримуваний спочатку у в'язниці в Будапешті, опісля — в Будапештському єзуїтському монастирі і врешті відправлений разом з іншими василіянами під конвоєм у Румунську Трансильванію до василіянського монастиря в с. Нікула, поблизу міста Герла. За клопотанням протоігумена о. Леонтія Долгого і Мукачівського єпископа Олександра Стойки, підтримкою регентського комісара Вільгельма Томчані та папського нунція у Будапешті Анжело Ротта, 2 серпня 1942 року, василіяни, серед яких був також о. Йосиф Завадяк, змогли повернутися на Закарпаття. Після повернення о. Йосиф був направлений до Боронявського монастиря, де виконував обов'язки економа, а в 1947 році став ігуменом.
У травні 1948 року, рішенням Обласної Ради, монастир у Бороняві було ліквідовано і о. Завадяк отримав від Мукачівського єпископа призначення на румунську парафію в с. Діброва (нині Нижня Апша) Тячівського району. У березні 1949 року представники радянської влади заборонили йому священнодіяти та запропонували перейти на російське православ'я, на що отримали категоричну відмову. 16 липня 1950 року о. Йосиф Завадяк був заарештований і 26 серпня 1950 року засуджений Закарпатським обласним судом на 25 років ВТТ з поразкою в правах терміном на 5 років і конфіскацією майна. Після суду з Ужгорода він був направлений через Львівську тюрму-розподільник у табори ГУЛАГу м. Воркути. 21 червня 1956 року був звільнений, повернувся на Закарпаття і оселився в м. Хуст. Влаштувався на роботу на бензозаправці в Рокосівському кар'єрі, де працював з 1956 по 1958 рік, одночасно підпільно обслуговував греко-католиків у Хусті та околиці. Перебував під постійним наглядом органів безпеки, неодноразово отримував від них попередження і перестороги за свою «антирадянську діяльність».
4 грудня 1958 року зранку на узбіччі дороги, що веде до Хуста, отця Йосифа Завадяка було знайдено напівживого. Того ж дня він помер у Хустській лікарні. За словами очевидців, в той день коли він їхав на роботу велосипедом, на нього було вчинено наїзд вантажним автомобілем, а опісля, ті, що були в авто, добивали ченця залізними прутами. Поховали його на кладовищі на Замковій горі в Хусті.
Реабілітований 25 лютого 1992 року на підставі Закону УРСР «Про реабілітацію жертв політичних репресій на Україні» від 17 квітня 1991 року.

## Вшанування пам'яті
12 травня 2000 року відбулося урочисте перезахоронення тлінних останків о. Йосифа Завадяка ЧСВВ. Процесійний хід з мощами о. Завадяка, від Хуста до Боронявського монастиря, очолив єпископ Іван Маргітич, тодішній ігумен Боронявського монастиря о. Атанасій Чейпеш і близько 50 священників, монахів і монахинь та вірних.
25 лютого 2017 року в Боронявському монастирі відбулося вшанування пам'яті мученика о. Йосифа Завадяка, ЧСВВ, а також посвячення памʼятної таблиці, встановленої на фасаді монастирської церкви у памʼять 25 річниці від дня його реабілітації.
29 липня 2017 року між селами Рокосово-Крива, поблизу м. Хуста, відбулося посвячення меморіального комплексу о. Йосифу Завадяку, встановленого за ініціативою та стараннями вислуженого протоігумена Василіянської провінції святого Миколая в Україні о. Павла Райчинця ЧСВВ. Посвячення памʼятника здійснили преосвященні владики Ніл Лущак ЧБМ, єпископ-помічник Мукачівської греко-католицької єпархії та Кир Василій Тучапець ЧСВВ, екзарх Харківський.

### Беатифікаційний процес
Від 2001 року триває беатифікаційний процес прилучення о. Йосифа Завадяка до лику блаженних.